# Yuqing (socken i Kina)
Yuqing (kinesiska: 余庆, 余庆乡) är en socken i Kina. Den ligger i provinsen Hunan, i den södra delen av landet, omkring 200 kilometer söder om provinshuvudstaden Changsha. Antalet invånare är 21469. Befolkningen består av 10 513 kvinnor och 10 956 män. Barn under 15 år utgör 27,0 %, vuxna 15-64 år 63 %, och äldre över 65 år 9,0 %.
Genomsnittlig årsnederbörd är 1 752 millimeter. Den regnigaste månaden är maj, med i genomsnitt 264 mm nederbörd, och den torraste är oktober, med 25 mm nederbörd.